# Xosé Humberto Baena Alonso
Xosé Humberto Baena Alonso (Vigo, Galícia, 4 d'octubre de 1950 - Hoyo de Manzanares, Madrid, 27 de setembre de 1975) fou un militant antifranquista gallec, executat per afusellament amb els militants del FRAP, José Luis Sánchez Bravo i Ramón García Sanz i els militants d'ETA Jon Paredes Manot (Txiki) i Angel Otaegi Etxeberria. Aquestes van ser les últimes execucions del règim franquista, poc abans de la mort del dictador. Aquestes morts van provocar una ona de protestes i condemnes contra el govern d'Espanya dins i fora del país, tant a nivell oficial com a popular.

## Biografia
Va néixer a Vigo. Després d'acabar el batxillerat superior va començar la carrera de filosofia i lletres a la Universitat de Santiago de Compostel·la, ajudat amb els diners que li enviaven uns parents propers, ja que els seus pares no tenien recursos. Durant el primer curs de carrera, va ser detingut, jutjat pel Tribunal d'Ordre Públic i se li va formar expedient per participar en unes manifestacions estudiantils a Santiago de Compostel·la el 1970. D'aquest procés en va sortir absolt l'any 1972, encara que van trigar dos anys a fer el judici. Va estar un mes a la presó, en les comissaries de Vigo, Santiago de Compostel·la i La Corunya.
A causa d'aquest procés va haver de deixar els estudis. Va intentar treballar a diferents llocs, però va trobar obstacles, perquè a les fàbriques exigien un certificat de bona conducta que la policia es negava a donar-li, malgrat haver estat absolt. Tampoc podia tenir passaport ni permís de conduir. Per això, va haver de treballar de forma ocasional, en un comerç, de cambrer, de venedor de llibres, etcètera.
Va fer el servei militar a Colmenar Viejo (Madrid). A causa de la seva fitxa policial, va ser vigilat constantment per personal del SIM (Servei d'Informació Militar) de la caserna. Fou destinat a una caserna de càstig a Hoyo de Manzanares. Va ser militant del Partit Comunista d'Espanya (marxista-leninista), al qual es va incorporar durant el servei militar.
En acabar el servei militar, va tornar a Vigo. Va començar a treballar de peó de fosa a Fumensa, una empresa de 150 obrers. Allí va treballar durant cinc mesos. El 1974 va participar en el llançament de còctels molotov contra una sucursal del Banco de Bilbao a Vigo en protesta per l'execució de Salvador Puig Antich. El Dia 1 de maig de 1975 es va celebrar una manifestació a Vigo. En ella, un policia de paisà va disparar "a l'aire" i va causar la mort de Manuel Montenegro, un empleat de Fenosa que estava treballant en el recinte de l'empresa, des d'on veia la manifestació. Xosé Humberto no hi va participar però, quan es va assabentar del succeït, ell i altres companys van recaptar diners per posar-li una corona de flors i una esquela a El Faro de Vigo. Per a publicar-la, van donar el seu nom i el DNI. L'endemà la policia comença a buscar i a detenir als que participen en la col·lecta i, per tal d'evitar la seva detenció, ja que coneixia els mètodes usats per a fer confessar delictes no comesos, primer va decidir fugir a Portugal, encara que finalment es refugia a Madrid per a continuar amb la lluita política.
Fou detingut el 22 de juliol de 1975, acusat de matar un policia a Madrid. No es va tenir en compte un testimoni que va declarar que no s'assemblava a l'autor de l'atemptat i va ser condemnat a mort.

## L'execució
El Consell de Ministres del divendres 26 de setembre confirma les penes de mort de cinc encausats. Es van rebre diverses protestes d'advocats al Col·legi d'Advocats de Barcelona i es realitzaren gestions amb el Vaticà.
A Barcelona, va ser executat Jon Paredes Manot, Txiqui, de 21 anys, i a Burgos, Angel Otaegi Etxeberria, de 33. Tots dos, acusats de pertànyer a ETA. A Hoyo de Manzanares (Madrid), José Luis Sánchez Bravo, de 22 anys, Ramón García Sanz, de 27, i Xosé Humberto Baena Alonso, de 24, membres del Front Revolucionari Antifeixista i Patriota (FRAP).
A Hoyo de Manzanares els afusellaments els van fer tres escamots composts cadascun per deu guàrdies civils o policies, un sergent i un tinent, tots voluntaris. A la 9.10, els policies van afusellar Ramón García Sanz. Als 20 minuts, a José Luis Sánchez Bravo i poc després Humberto Baena. A les 10.05 tot havia conclòs. No hi va poder assistir cap familiar dels condemnats, malgrat ser una "execució pública", segons marcava la llei.
Els cadàvers dels tres membres del FRAP van ser enterrats el mateix matí de l'execució a Hoyo de Manzanares. Les restes de Sánchez Bravo serien traslladades, posteriorment, a Múrcia, i els de Ramón García Sanz, al cementiri civil de Madrid. Les de Xosé Humberto Baena van ser traslladades a Vigo vuit dies després, per a evitar les manifestacions i la possibilitat que hi hagués més morts.

## Reaccions i protestes
Quan el divendres 26 de setembre el Consell de Ministres, per unanimitat i seguint les directrius de Francisco Franco, aprova l'afusellament de cinc dels onze condemnats a pena de mort, es produeix una immensa commoció. Franco havia ignorat totes les peticions de clemència que li havien arribat, des del Papa Pau VI fins al seu germà Nicolás Franco passant pel primer ministre suec Olof Palme o el president de Mèxic Luis Echevarría. Els titulars de la premsa espanyola proclamaven la generositat del règim per haver indultat sis dels onze condemnats. Sota el títol "Hubo clemencia" la premsa es plegava a les consignes del règim sense que se sentís una paraula dissonant.
Al País Basc es decretava una Vaga General en ple Estat d'Excepció que era seguida majoritàriament, per les diferents ciutats espanyoles es multiplicaven les aturades i les protestes, i al món el clam contra les execucions no cessava.

Les irregularitats dels processos realitzats ja havien estat denunciades per l'advocat suís Chistian Grobet que havia assistit com a observador judicial al consell de guerra a Txiki en nom de la Federació Internacional de Drets de l'Home i de la Lliga Suïssa de Drets de l'Home en l'informe del 12 de setembre diu: 
| « | mai el sotasignant, des que segueix els processos polítics a Espanya, ha tingut una impressió tan clara d'assistir a un simulacre de procés, en definitiva a una sinistra farsa, si pensem un moment en l'esdevenidor que els espera als acusats | » |

El president mexicà Luis Echeverría demana l'expulsió d'Espanya de les Nacions Unides, 12 països occidentals retiren als seus ambaixadors de Madrid. Les ambaixades espanyoles de diverses ciutats foren atacades pels manifestants cremant-se la de Lisboa.

La resposta del règim és la convocatòria d'una manifestació d'adhesió a la madrilenya plaça d'Oriente, manifestació preparada pel tinent coronel José Ignacio San Martín, en la qual Francisco Franco, físicament molt afeblit, acompanyat del llavors príncep d'Astúries Joan Carles de Borbó, proclama: 
| « | Tot el que a Espanya i Europa s'ha armat obeeix a una conspiració maçònico-esquerrana, en contuberni amb la subversió comunista-terrorista en el social, que si a nosaltres ens honra, a ells els envileix. | » |

 Aquesta va ser l'última aparició pública del dictador.

### Al País Basc
El dissabte dia 27 de setembre comença una vaga general de tres dies de durada, fins al 30, que fou seguida majoritàriament, s'estima que van parar més de 200.000 treballadors. Era la tercera vaga general que es convocava aquest setembre i ja hi havia hagut altres protestes a l'agost. Encara estant declarat l'estat d'excepció a Biscaia i Guipúscoa, els tallers i fàbriques es paren, es tanquen els comerços i bars i fins als vaixells de pesca es queden en port. Es realitzen manifestacions en totes les poblacions importants que són reprimides amb violència per la Policia Armada i la Guàrdia Civil arribant-se a utilitzar foc real. Es realitzen funerals en gairebé totes la poblacions basques, a Sant Sebastià es convoca un funeral per al dia 30 a les 19:00 en la catedral del Bon Pastor cooficiat pel bisbe José María Setién Alberro i uns altres 30 sacerdots; finalment no es pot celebrar per estar pres per la policia la plaça i el temple. Així i tot es concentra una gran quantitat de persones i els disturbis duren fins ben entrada la nit. Durant els disturbis es produeixen trets de bala i un nen és ferit. Els trets de foc real són comuns en la repressió de les manifestacions.
Els tres dies de vaga general es converteixen en tres dies de protestes generalitzades als carrers dels pobles i ciutats del País Basc. La resposta del govern va ser la de prendre les poblacions amb Policia Armada i Guàrdia Civil, però així i tot els disturbis són generalitzats a les tres províncies basques i a Navarra.

### A la resta d'Espanya
En altres parts d'Espanya les protestes són molt menors. A Barcelona es van fer diferents manifestacions que van ser reprimides per la policia. Hi ha protestes a algunes ciutats però s'aconsegueix mantenir l'ordre.

### Al món
La reacció internacional és forta, tant a nivell governamental com a popular. Els països de la Comunitat Econòmica Europea demanaren l'indult dels condemnats (expressat a Londres per l'ambaixador italià), el mateix que el Vaticà i les Nacions Unides. Hi ha protestes populars a gairebé totes les ciutats importants i capitals. S'arriba a assaltar o intentar assaltar les ambaixades i consolats espanyols i es boicotegen els interessos d'Espanya en alguns llocs com a França.
Alguns governs, com el de Noruega, Regne Unit o Països Baixos, cridaren al seu ambaixador a Madrid, a Copenhaguen l'Aliança Atlàntica aprova una moció de protesta contra les condemnes i exhorta als països membres que no facin res que pugui afavorir l'ingrés d'Espanya en aquest organisme.
El president de Mèxic demana que Espanya sigui expulsada de l'ONU, expulsa a l'ambaixador espanyol i suspèn contacte amb Espanya, les protestes s'estenen per tots els països tant "occidentals" com a "orientals". Les manifestacions i actes de protesta, on hi ha forts disturbis, foren nombroses.

## Reclamacions legals
Els familiars de Humberto Baena no han cessat d'intentar que es revisés el cas, ja que una testimoni de l'assassinat que se li imputava a Baena, no el va reconèixer. Xosé Humberto Baena Alonso, declarà en el judici: 
| « | "Afirmo que soc militant del Partit Comunista d'Espanya (marxista-leninista). No he participat en els fets que se m'imputen". | » |

Va continuar denunciant les tortures a les que havia estat sotmès i aixecant les seves mans lligades per les esposes es va dirigir als militars del Tribunal dient:
| « | "Jo puc ensenyar les petjades, que queden en el meu cos, de totes les tortures que he suportat. Si vostès volen, les poden veure en qualsevol moment". | » |

### Llibres
- Sánchez Erauskin Javier (1978), «El viento y las raíces», (Llibre en homenatge a Txiki i Otaegi, i que va ser segrestat i prohibit aquell mateix any. Dos anys més tard, el periodista va haver de comparèixer davant l'Audiència Nacional acusat d'«apologia del terrorisme» arran d'aquella publicació, els drets de la qual d'autor havien estat cedits a les mares de Jon Paredes i d'Anjel Otaegi).(Ver on-line) Arxivat 2008-12-04 a Wayback Machine..
- Sánchez Erauskin, Xabier. Txiki, haizea eta sustraiak..  Bilbao: Haizea eta Sustraiak Kultur Elkartea, 2007. ISBN 978-84-96536-87-6.

- VVAA: 27 de septiembre de 1975. Cinco héroes del pueblo La primera edició de gener de 1976 per l'Agència de Premsa Espanya Popular (A.P.E.P.). La segona edició es va realitzar al setembre de 1978. Al setembre de 2005 es realitza la tercera edició, realitzada per Tiempos de Cerezas. Edicions, respectant íntegrament tots els textos de la segona edició; algunes de les fotografies i il·lustracions no s'han pogut reproduir.

### Documents
- Carta de comiat als seus pares abans de ser afusellat Llegir online

### Revistes
- Interviu (19/09/2005): Documento en conmemoración del treinta aniversario de los fusilamientos. (online)[Enllaç no actiu]
- FRAP, 27 de septiembre de 1975 Grupo Edelvec Edición Vangurdia obrera, Madrid 1985 (online)

### Filmografia
- Aguirre, Iñaki: El viento y la raíz (2007). (Ver on-line) Arxivat 2008-12-04 a Wayback Machine.
- Dufour, Adolfo: Septiembre del 75 (2008). Ver noticia on-line[Enllaç no actiu]. Página oficial Arxivat 2011-05-19 a Wayback Machine.
- García Sánchez, J.L: La noche más larga (1991). Veure online